# Département du Logement et du Développement urbain des États-Unis
Pour les articles homonymes, voir HUD.
Le département du Logement et du Développement urbain des États-Unis  (United States Department of Housing and Urban Development, abrégé en HUD) est un ministère de l'administration américaine. Il est dirigé par le secrétaire au Logement et au Développement urbain des États-Unis.
L'Administration fédérale du logement représente le plus important assureur de prêts hypothécaires du monde, et assure les prêts hypothécaires de plus de 35 millions de domiciles depuis 1934.

## Activités
La mission officielle du HUD est d'augmenter le nombre d'Américains propriétaires de leur résidence, appuyer le développement des quartiers et des localités et améliorer l'accès au logement à un prix abordable et sans risque de discrimination.
Le ministère a pour but d'assurer un environnement résidentiel satisfaisant à tout Américain. Il gère les assurances de prêts hypothécaires banquiers, les programmes d'allocation qui favorisent le développement économique et la réhabilitation des logements, l'aide aux locataires, le logement public et subventionné, l'aide aux personnes sans domicile fixe et la distribution de l'information publique relative au logement équitable.
Le Bureau des affaires internationales coordonne la participation des États-Unis aux conférences internationales relatives au logement et à l'urbanisme. Il parraine la recherche internationale et gère l'échange de l'information relative au logement avec d'autres pays et avec des associations privées.
En 2009, le HUD emploie environ 10 000 salariés, la plupart desquels travaillent dans 81 bureaux régionaux à travers les États-Unis.

## Histoire
Le ministère a été créé en 1965 lorsque le gouvernement du président Lyndon Johnson a fusionné d'anciens organismes de l'administration fédérale dans le cadre du programme présidentiel appelé « guerre contre la pauvreté ». Elle a absorbé entre autres le Federal Housing Administration.